# Rey Scott
Rey Scott (* 9. Januar 1905 in St. Louis; † 12. Februar 1992 in Marietta, Georgia) war ein US-amerikanischer Journalist, Dokumentarfilmer und Fotograf. Sein Dokumentarfilm Kukan (1941) wurde bei der Oscarverleihung 1942 mit einem Ehrenoscar ausgezeichnet.

## Leben
Rey Scott arbeitete in den 1930er Jahren für den Londoner Daily Telegraph. In Honolulu fotografierte er Touristen und traf dort Li Ling-Ai, eine auf Hawaii lebende Amerikanerin mit chinesischen Wurzeln, Schriftstellerin, Schauspielerin und Designerin, die Scott davon überzeugte nach China zu reisen, um der in den USA weit verbreiteten Aversion gegen China zu begegnen und den Boden zu bereiten für eine Unterstützung gegen die japanische Invasion Chinas. Die Dreharbeiten begannen 1939. Rey Scott, filmisch unerfahren, drehte mit einer 16-mm-Handkamera den Dokumentarfilm Kukan (Untertitel: The Battle Cry of China), der von der chinesischen Kultur und der Diversifizität der in China lebenden Ethnien handelt, aber auch vom Kampf der Chinesen gegen Japan im Zweiten Japanisch-Chinesischen Krieg. Die letzten zwanzig Minuten des Films zeigen die Bombardierung der west-chinesischen Stadt Chongqing durch japanische Luftstreitkräfte. Scott schmuggelte den Film in Bambusstäben, mit denen er sein Gepäck transportieren ließ, aus dem Land, um der Zensur der japanischen Besatzungsmacht zu entgehen. Theodore Roosevelt ließ sich den Film von Rey Scott und Li Ling-Ai 1941 im Weißen Haus vorführen.
1941 nach dem Angriff auf Pearl Harbour trat Scott in den Militärdienst ein und unterstützte als Kameramann den Regisseur John Huston bei den Aufnahmen für den im Auftrag der US-amerikanischen Armee entstandenen Film Report from the Aleutians (1943). Aus gesundheitlichen Gründen schied Rey Scott aus dem Militärdienst aus. Nach dem Krieg zog er sich vollständig aus dem Filmgeschäft zurück und bestritt seinen Lebensunterhalt als Fotograf, zuletzt in Fort Lauderdale. Scott war verheiratet und hatte vier Söhne. Er starb von der Öffentlichkeit weitgehend unbeachtet am 12. Februar 1992 in Georgia.
Der mit dem Oscar ausgezeichnete Film Kukan galt über Jahrzehnte als verschollen und wurde erst 2009 von der Filmemacherin Robin Lung wiederentdeckt und von der Academy of Motion Picture Arts and Sciences restauriert. Über die Wiederentdeckung des Films drehte Lung den Dokumentarfilm Finding Kukan, der über die Crowdfunding-Plattform Kickstarter finanziert wurde und 2016 auf dem Hawai‘i International Film Festival Premiere feierte.